# Elsa Skjerven

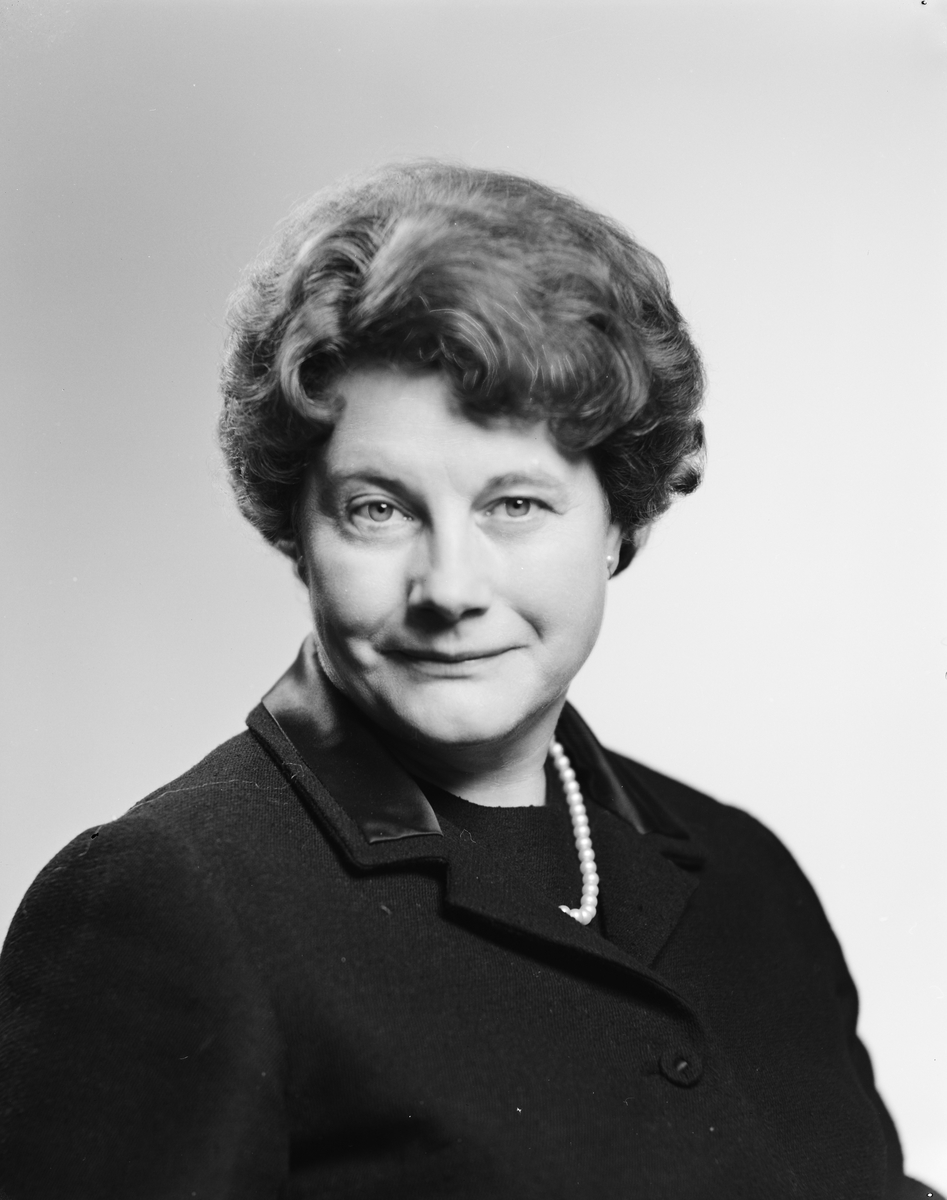
Elsa Rigmor Skjerven (1968)

Elsa Rigmor Skjerven (Geburtsname: Elsa Rigmor Debes Ruud; * 11. Dezember 1919 in Oslo; † 29. Oktober 2005) war eine norwegische Politikerin der Kristelig Folkeparti (KrF), die in der Regierung von Ministerpräsident Per Borten zwischen 1965 und 1971 Minister für Familien- und Verbraucherangelegenheiten war.

## Leben

### Lehrerin und Kommunalpolitikerin
Elsa Rigmor Skjerven, Tochter des Uhrmachermeisters Hans Ruud und dessen Ehefrau Harriet Antonie Debes, begann nach dem Besuch der Kommunalen Hauswirtschaftsschule in Oslo 1939 sowie der Studien-Vorbereitungsprüfung 1940 im Jahr 1941 an der Staatlichen Sport sowie 1941 ein Studium an der Öffentlichen Lehrerschule in Elverum, das er 1943 abschloss. Im Anschluss war sie zwischen 1943 und 1946 Hilfslehrerin an der Volksschule in Trondheim, ehe sie zwischen 1949 und 1952 Teilzeit-Lehrerin an der Öffentlichen Lehrerschule in Levanger sowie zugleich von 1950 bis 1952 Teilzeit-Lehrerin an der Krankenpflegeschule von Innherred war. Im Anschluss arbeitet sie von 1952 bis 1972 als Lehrerin an der Realschule und dem Gymnasium von Strinda und unternahm während dieser Zeit zwischen 1955 und 1970 zahlreiche Studienreisen nach Europa. Elsa Skjerven, die mit einem Priester verheiratet war, engagierte sie sich ferner von 1954 bis 1956 als Vorsitzende der Prieser-Frauen-Vereinigung von Trondheim sowie zwischen 1956 und 1960 als Vorsitzende der Priester-Frauen-Vereinigung der Diözese von Nidaros.
Neben ihrer Tätigkeit als Lehrerin begann Elsa Rigmor Skjerven Ende der 1950er Jahre ihre politische Laufbahn in der Kommunalpolitik und war zwischen 1959 und 1971 als Vertreterin der Kristelig Folkeparti Mitglied des Stadtrates von Trondheim. Daneben war sie zwischen 1960 und 1966 Vorsitzender des Frauenverbandes der Christlichen Volkspartei in Trondheim sowie zugleich zwischen 1962 und 1968 Vorsitzende des Frauenverbandes ihrer Partei im Fylke Sør-Trøndelag.

### Vize-Mitglied des Storting und Ministerin
Bei der Wahl vom 13. September 1965 wurde sie als Kandidatin der Kristelig Folkeparti für das Fylke Sør-Trøndelag zum Vize-Mitglied des Storting gewählt und bekleidete diese Funktion bis zur Wahl am 10. September 1973.
Am 12. Oktober 1965 wurde Elsa Rigmor Skjerven von Ministerpräsident Per Borten als Ministerin für Familien- und Verbraucherangelegenheiten (Minister for Familie- og Forbrukersaker) und bekleidete dieses Ministeramt bis zum Ende von Bortens Amtszeit am 17. März 1971.
Nach ihrem Ausscheiden aus der Regierung war sie zwischen 1971 und 1983 Mitglied des Stadtpräsidiums von Trondheim und während dieser Zeit von 1972 bis 1975 Vize-Vorstandsvorsitzende des Pflegeheims von Klæbu. Zugleich war sie von 1974 bis 1976 Vorsitzende der Frauenorganisation der Kristelig Folkeparti, dessen Landesvorstand sie bereits seit 1962 als Mitglied angehört hatte. Im Anschluss war sie von 1976 bis 1983 Vorsitzende der Fraktion der KrF im Stadtrat von Trondheim und engagierte sich daneben von 1976 bis 1979 als Vorstandsvorsitzende des aus dem Pflegeheim von Klæbu hervorgegangenen Hallsetheimes sowie zeitgleich als Vorsitzende des Ausschusses für Kirche, Kultur und Freizeit und zwischen 1980 und 1983 auch als Vorsitzende des Unterrichtsausschusses des Stadtrates von Trondheim.
Elsa Rigmor Skjerven, die Ehrenmitglied der Kristelig Folkeparti war, war des Weiteren von 1979 bis 1982 Mitglied des Provinzparlaments (Fylkesting) von Sør-Trøndelag und wurde für ihr langjähriges kommunalpolitisches Engagement 1983 mit dem Ehrenzeichen des Norwegischen Zentralen Gemeindeverbandes ausgezeichnet. Zuletzt engagierte sie sich von 1988 bis 1996 als Vize-Vorsitzende der Kirchlichen Familienberatung für die Kommunen Asker und Bærum.